# Сухий Яр (річка)
Сухий Яр — річка в Україні, у Ясинуватському й Костянтинівському районах Донецької області. Ліва притока Кривого Торця (басейн Дону).

## Опис
Довжина річки 15 км, похил річки 6,5  м/км, найкоротша відстань між витоком і гирлом — 12,69  км, коефіцієнт звивистості річки — 1,19 . Площа басейну водозбору 56,9  км². На річці створено 5 загат.

## Розташування
Бере початок у селі Пантелеймонівка. Спочатку тече переважно на північний захід через Валентинівку та Суху Балку. Потім біля Романівки повертає на північний схід і між Катеринівкою та Щербинівкою впадає у річку Кривий Торець, праву притоку Казенного Торця.
У селищі Суха Балка на лівому березі річки пролягає автошлях Н20. Біля гирла проходить залізнична дорога і на відстані приблизно 438 м розташована станція Кривий Торець.